# Gaskaye
Gaskaye est une localité du département de Pabré, dans la province de Kadiogo (région Centre) au Burkina Faso. En 2006, cette localité comptait 640 habitants dont 55,3 % de femmes.